# Сесіл Скотт Форестер
Сесіл Скотт Форестер (англ. Cecil Scott Forester, уроджений: Сесіль Луї Траутон Сміт англ. Cecil Lewis Troughton Smith; 27 серпня 1899, Каїр? Єгипетський хедиват — 2 квітня 1966, Фуллертон, Каліфорнія, США) — англійський письменник, військовий історик і голлівудський сценарист. Найбільш відомий своєю серією історико-пригодницьких книг про Гораціо Горнблавера, офіцера Королівського Британського флоту часів Наполеонівських війн. Романи з серії про Горнблавера «Лінійний корабель» та «Під прапором переможним» нагороджені Меморіальною премією Джеймса Тейта Блека у 1938 році. До відомих його творів також належить роман «Африканська королева», екранізований у 1951 році.

## Життєпис

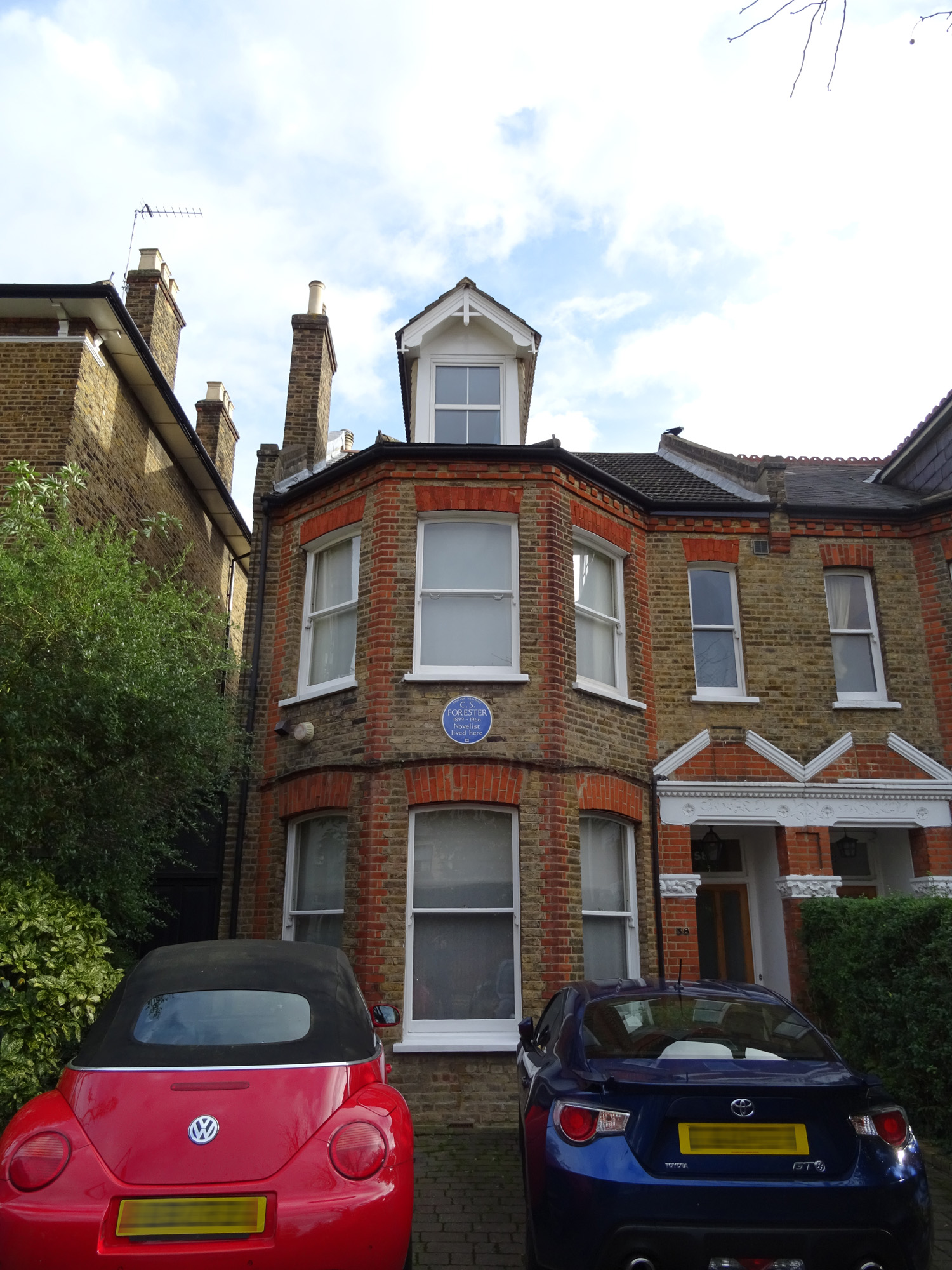
Будинок у якому мешкав С. С. Форестер в Лондоні

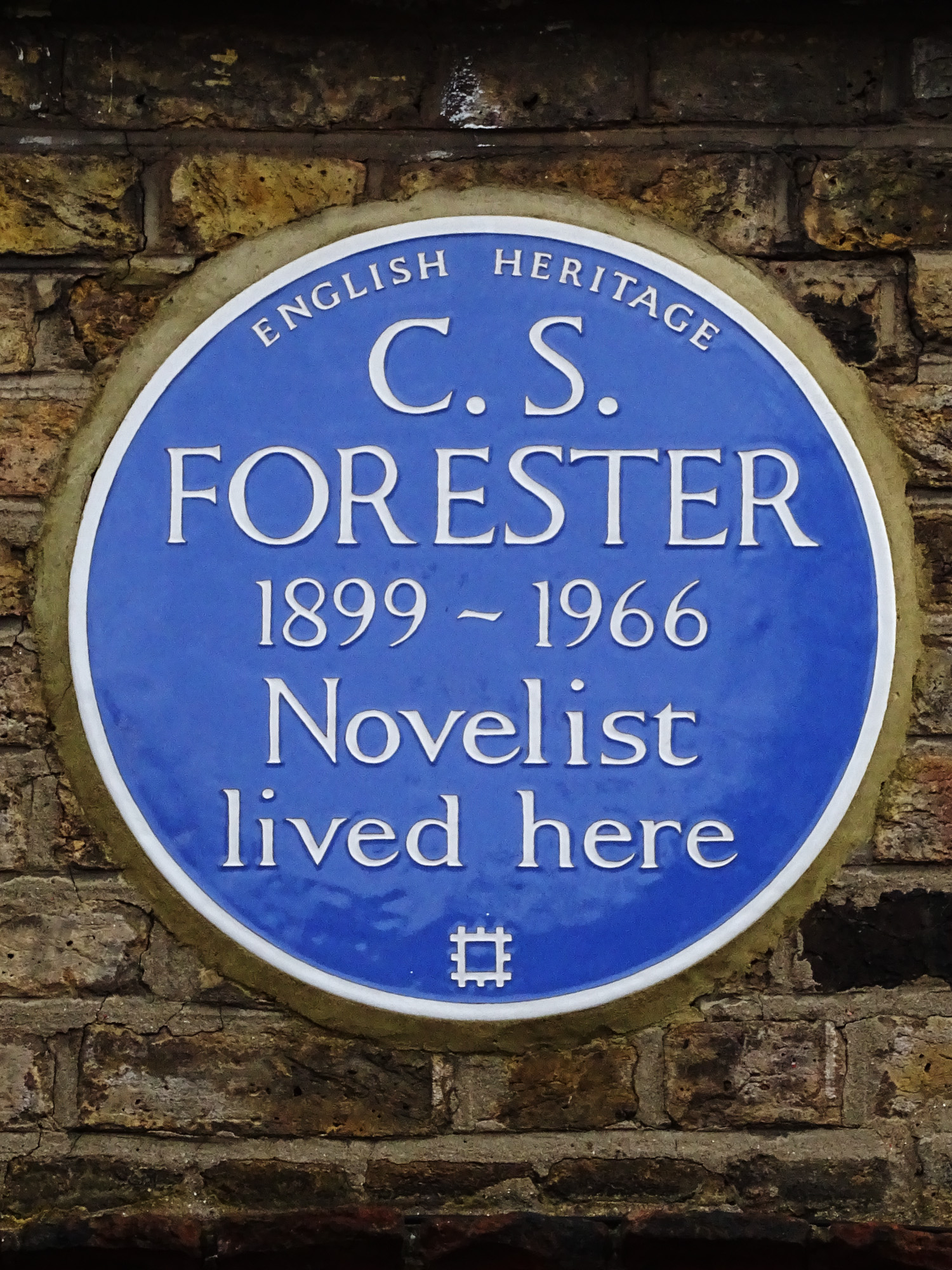
Таблиця English Heritage на будику в якому мешкав С. С. Форестер

Сесіль Луї Траутон Сміт народився 27 серпня 1899 року в Каїрі у сім'ї британського чиновника єгипетського міністерства освіти Джоржа Сміта та Сари Траутон. Він був наймолодшим з п'яти дітей у сім'ї. Після розлучення батьків він переїхав, у віці двох років, зі своєю матір'ю в Англію, у Лондон. Освіту здобув у Алейнській школі та Далідж-колледж в районі Далідж, Лондон.
1914 року Форестер вирішив піти добровольцем на війну, але не пройшов медичну комісію через проблеми з серцем.
Після закінчення коледжу вивчав три роки медицину, але покинув навчання у 1920 році, щоб стати письменником та журналістом.
У 1917 році він опублікував кілька віршів у часописах. 1922 року вийшла його перша книга — історичне дослідження про Італію часів короля Віктора Емануїла II.
З 1932 року працював як сценарист для Голлівуду.
У роки Другої світової війни переїхав до США, працював на Міністерство інформації Великої Британії, створював пропагандистські тексти.
Пізніше захворів артериосклерозом, подорожуючи Беренговим морем, та став калікою.

## Особисте життя
У 1926 році одружився з Кетлін Белчер, з якою мав двох синів: Джона та Джорджа. Подружжя розлучилося у 1945 році.
1947 року Форестер одружився таємно з Дороті Фостер.

## Екранізації та адаптації творів С.С.Форестера
- 1932 — Відкладений платіж[en] (екранізація)
- 1935 — Браун на острові Рішучості[en] (екранізація)
- 1951 — Капітан Гораціо Горнблавер (адаптація)
- 1951 — Африканська королева[en] (екранізація)
- 1953 — Матрос короля[en] (екранізація)
- 1957 — Гордість та пристрасть (екранізація)
- 1960 — Потопити «Бісмарк»![en] (екранізація)
- 1977 — Африканська королева[en] (екранізація)
- 1998—2003 — Горнблавер (екранізація)
- 2020 — Грейхаунд (екранізація)